# 파이팅 레이어
《파이팅 레이어》(Fighting Layer, ファイティングレイヤー)는 아리카가 개발하고 남코가 배급한 3D 대전 격투 게임이다. 1998년 12월, 남코 시스템 12 기판으로 개발돼 일본 지역에서만 출시됐다.
아리카가 캡콤과의 협력으로 제작한 《스트리트 파이터 EX》에 기반해, 필살기와 필살기를 연계해 사용하거나 가드 부수기 공격이 존재하는 등의 공통점을 가지고 있는 것이 특징이다. 이 게임만의 고유 시스템으로 앞뒤로 재빠르게 움직일 수 있는 대쉬, 공중에서 공격을 받은 후 재빨리 자세를 다시 취하는 낙법, 옆으로 이동하는 사이드 스텝이 있다. 그 외에 《스트리트 파이터 EX》의 출연진 일부가 플레이어 캐릭터로서 등장한다.
오락실용으로 출시한 후 당시 콘솔을 포함한 어떤 가정용 플랫폼으로도 이식되지 않았다. 2018년, 아리카는 이 게임과 《스트리트 파이터 EX》에서 영향을 받은 《파이팅 EX 레이어》를 제작해 출시했다.

## 개발
게임의 사운드트랙은 아이하라 타카유키와 사소 아야코가 담당했다.

## 반응
일본 잡지 〈게임 머신〉는 1999년 2월 1일자에서 《파이팅 레이어》를 그 해 11번째로 성공적인 아케이드 게임으로 선정했다.